# Acvila sârbă
Acvila sârbă este un vultur heraldic cu două capete, un simbol comun în istoria heraldicii și vexilologiei sârbe. Acvila bicefală și crucea sârbă sunt principalele simboluri heraldice reprezentând identitatea națională a poporului sârb de-a lungul secolelor. Acesta provine de la dinastia medievală Nemanjić. Acvila, împodobită cu cruce, este folosită în designul contemporan al stemei Serbiei, urmând tradiția stabilită de către Regatul Serbiei în 1882.
Ordinul Vulturului Alb a fost o distincție regală acordată sârbilor și iugoslavilor  pentru fapte deosebite în timp de pace sau război, sau pentru merite deosebite față de Coroană, stat și națiune, între 1883 și 1945.

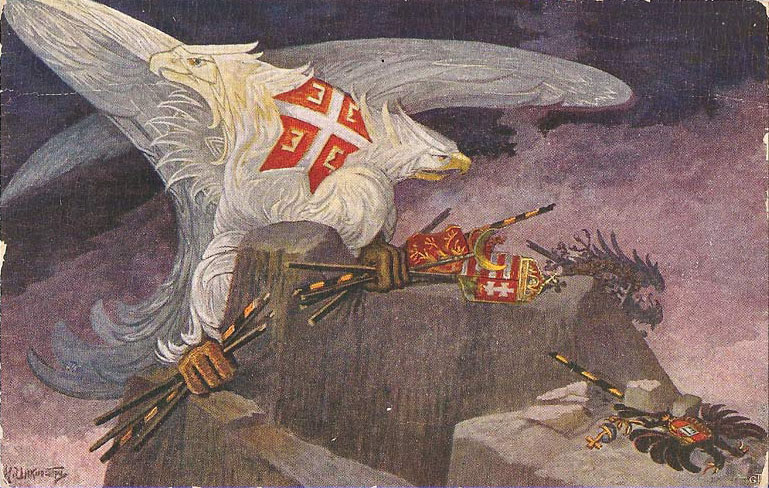
Un vultur sârb sfâșie stindardele "dușmane" (bulgar, otoman și maghiar în mâini, austriac în colț).

## Galerie

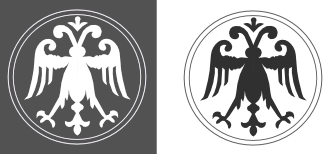
Stema lui Miroslav din Hum (d. 1198)
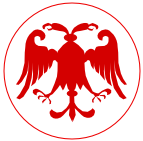
Acvila lui Stefan I din Mileševa (1230s)
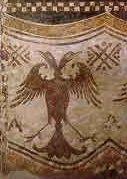
Detaliu al frescei Doamna din Ljeviš (1306–07)
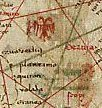
Steagul Serbiei pe harta lui Angelino Dulcert (1339)
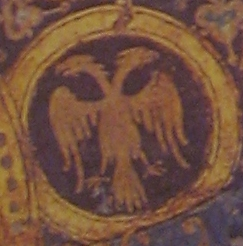
Vulturul Ștefan Manasija (1406–1418)
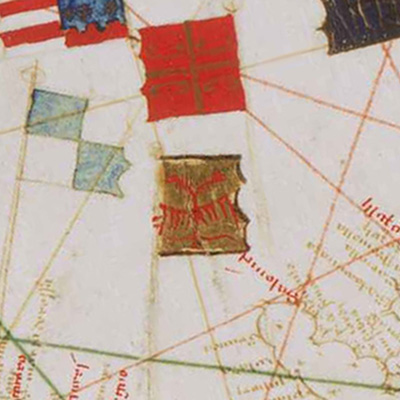
Steagul și stema Imperiului Sârb de Gabriel de Vallseca (1439).
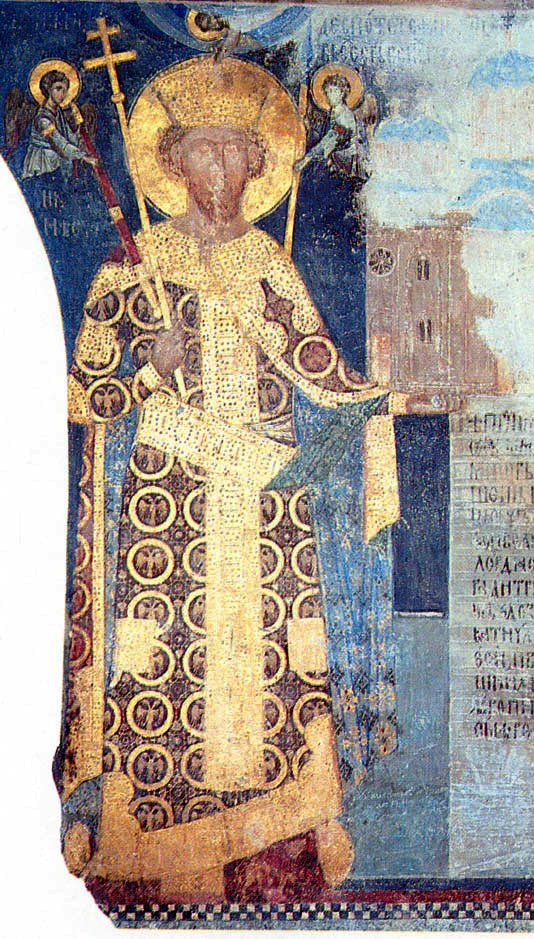
Detaliu al frescei despotului Ștefan Lazarevici(1406–1418)
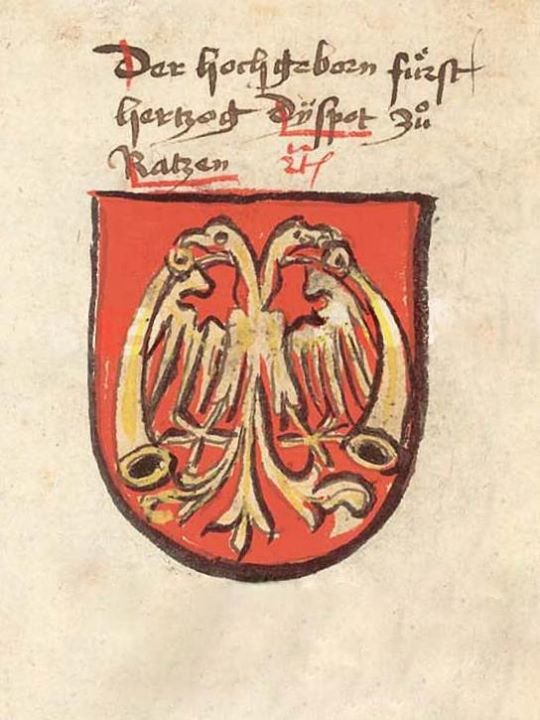
Pecetea despotului Ștefan, ediție prusacă. Cronica Conciliului din Constance (jumătatea secolului 15)
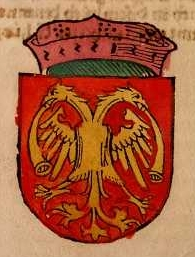
Pecetea despotului Ștefan, ediție mai târzie. Cronica Conciliului din Constance (1483)
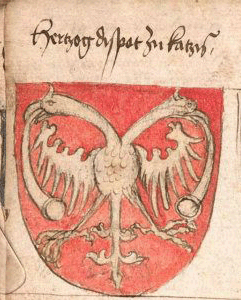
Pecetea despotului Ștefan cu stemă  (între 1486-1492)
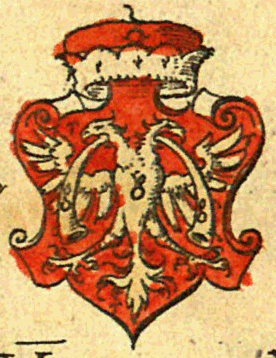
Stema Despotatului Sârb, de Virgil Solis (1555)
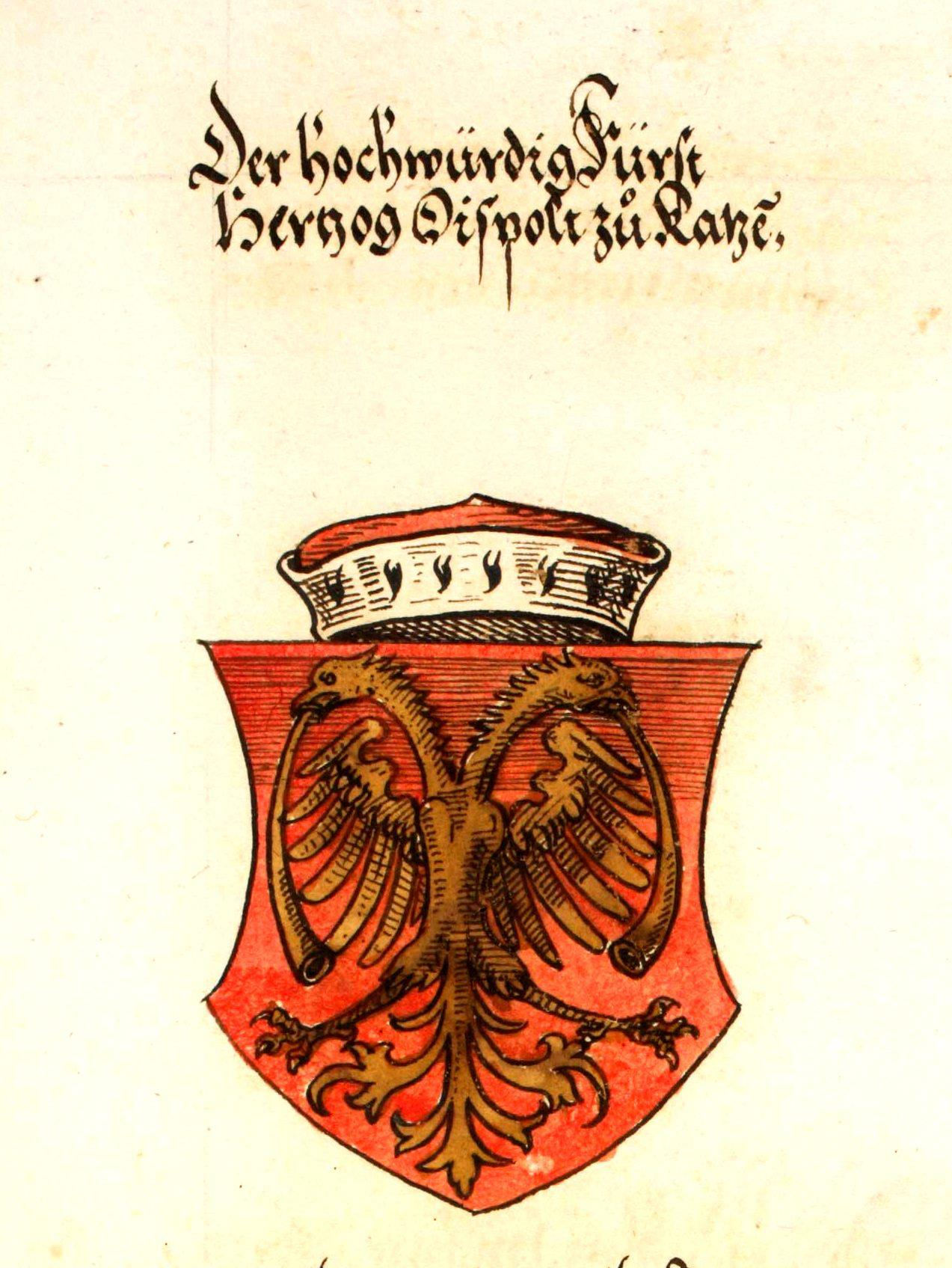
Despotatul Sârb, de Christoph Silberysen (1576)
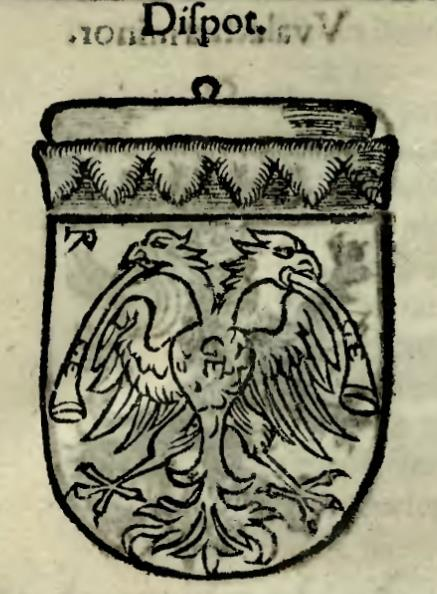
Pecetea despotului Ștefanl, de Martin Schrott (ca. 1580)
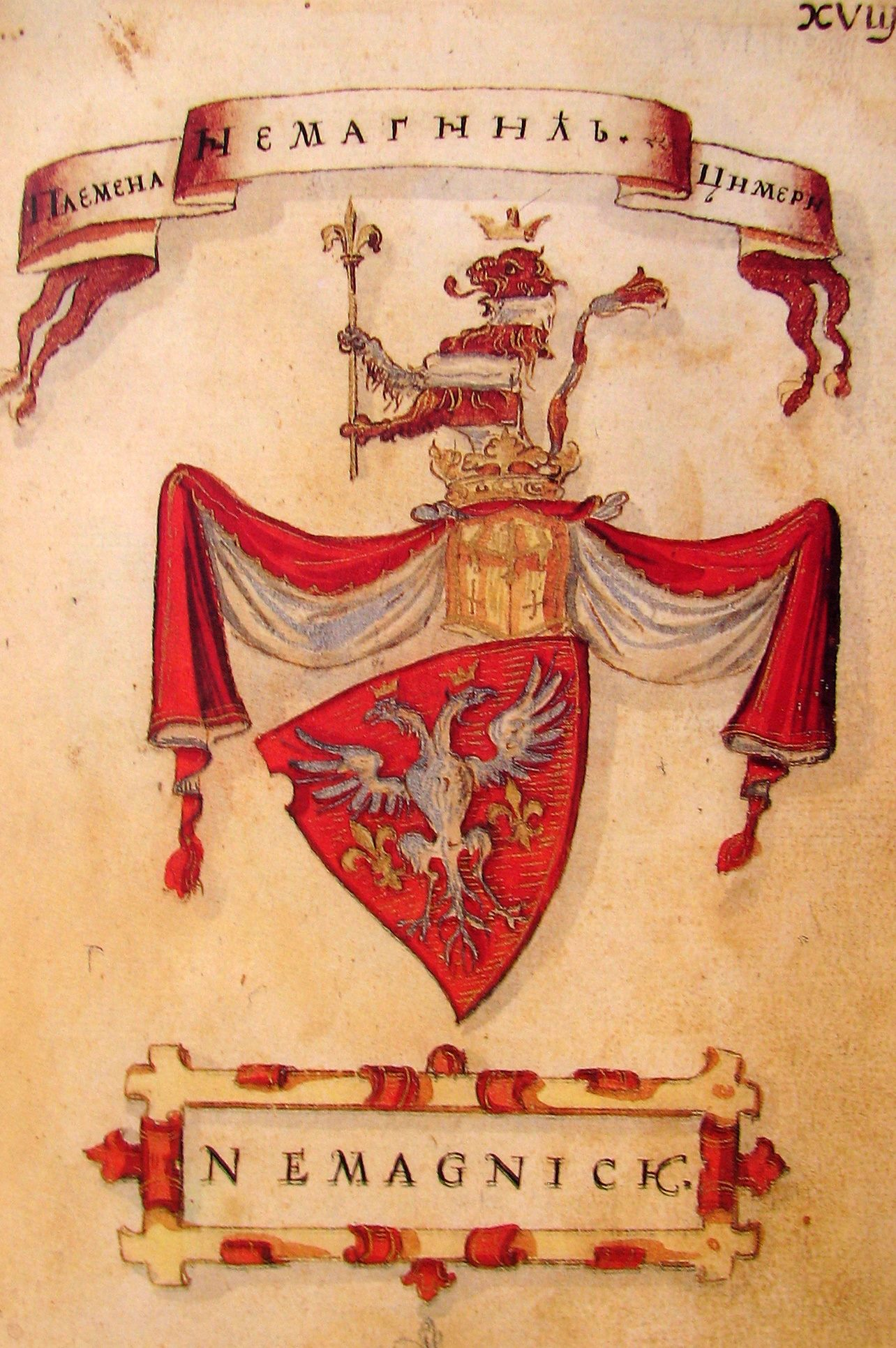
Blazonul dinastiei Nemanjić, Korenić-Neorić (1595)
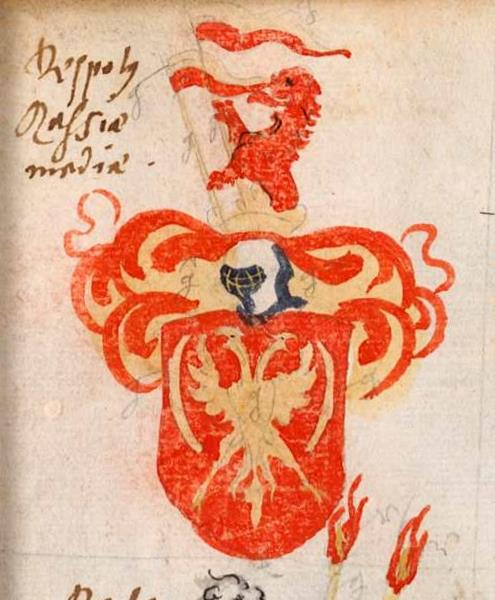
Despotatul Sârb, într-o armorială germană, ca. 1600
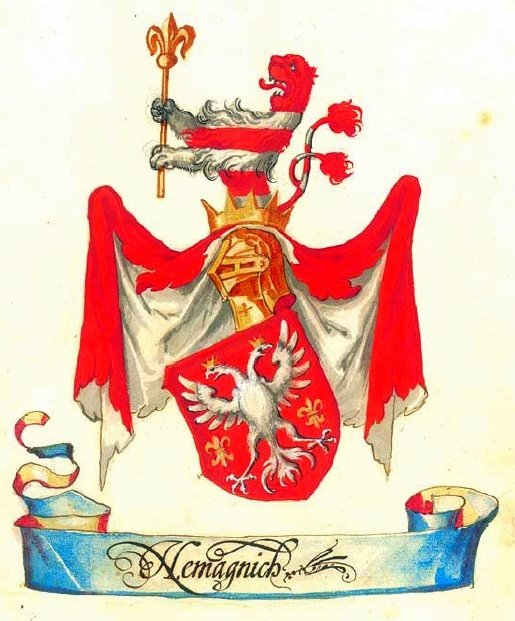
Stema dinastiei Nemanjić, Armoriala Belgrad II (sec. 17)
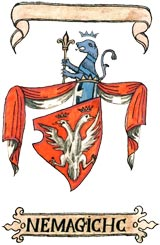
Stema dinastiei Nemanjić, Armoriala Foinica  (sec.17)
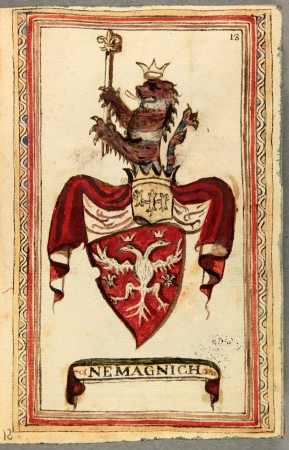
Stema dinastiei Nemanjić, de Stanislaus Rubcich (cca. 1700)
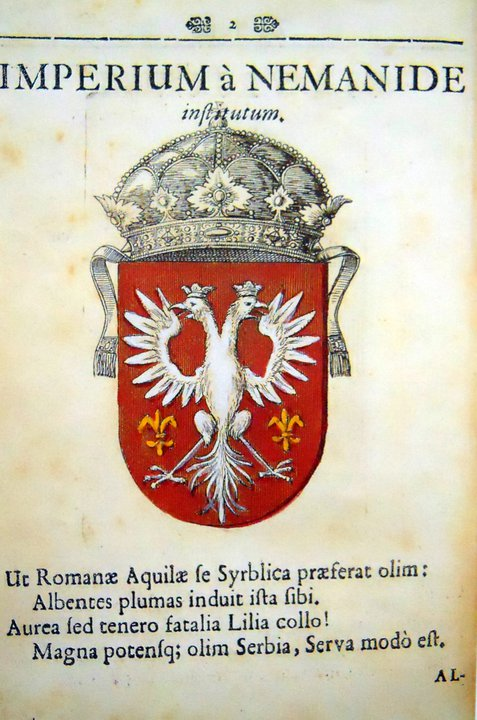
Stema dinastiei Nemanjić, de Pavao Ritter Vitezović (înainte de 1701)
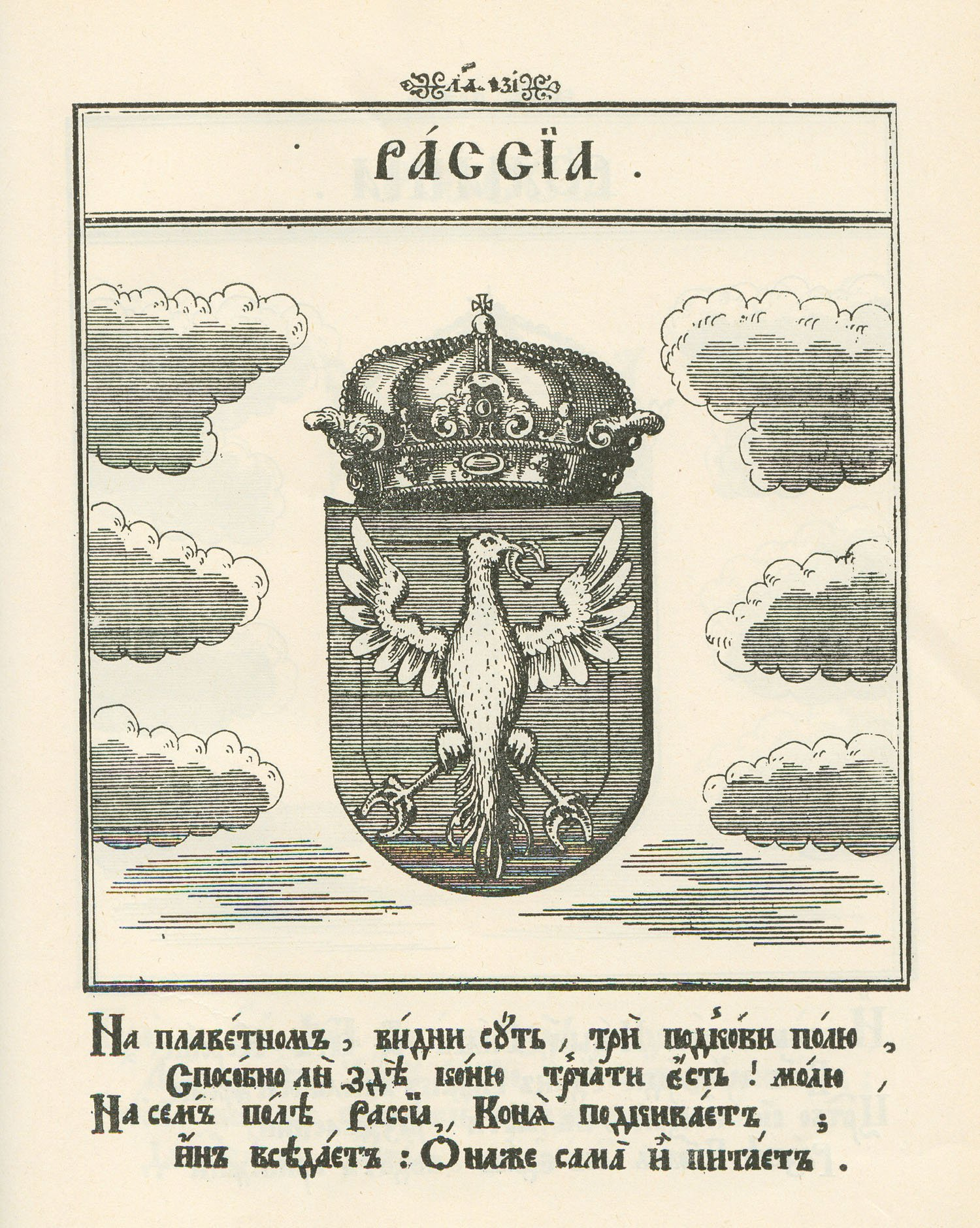
Rusia (Serbia), Stemmatographia (1741)
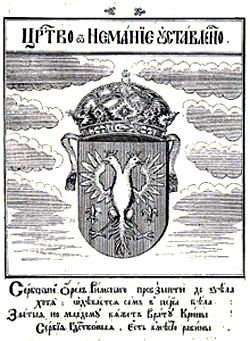
Stema dinastiei Nemanjić, Stemmatographia (1741)
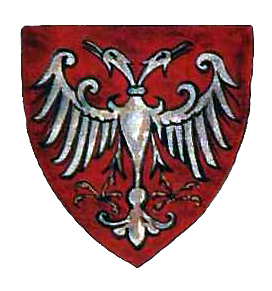
Stema dinastiei Nemanjić (reconstrucție heraldică, 1987)
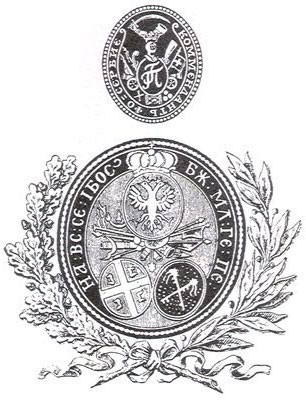
Pecete 1804
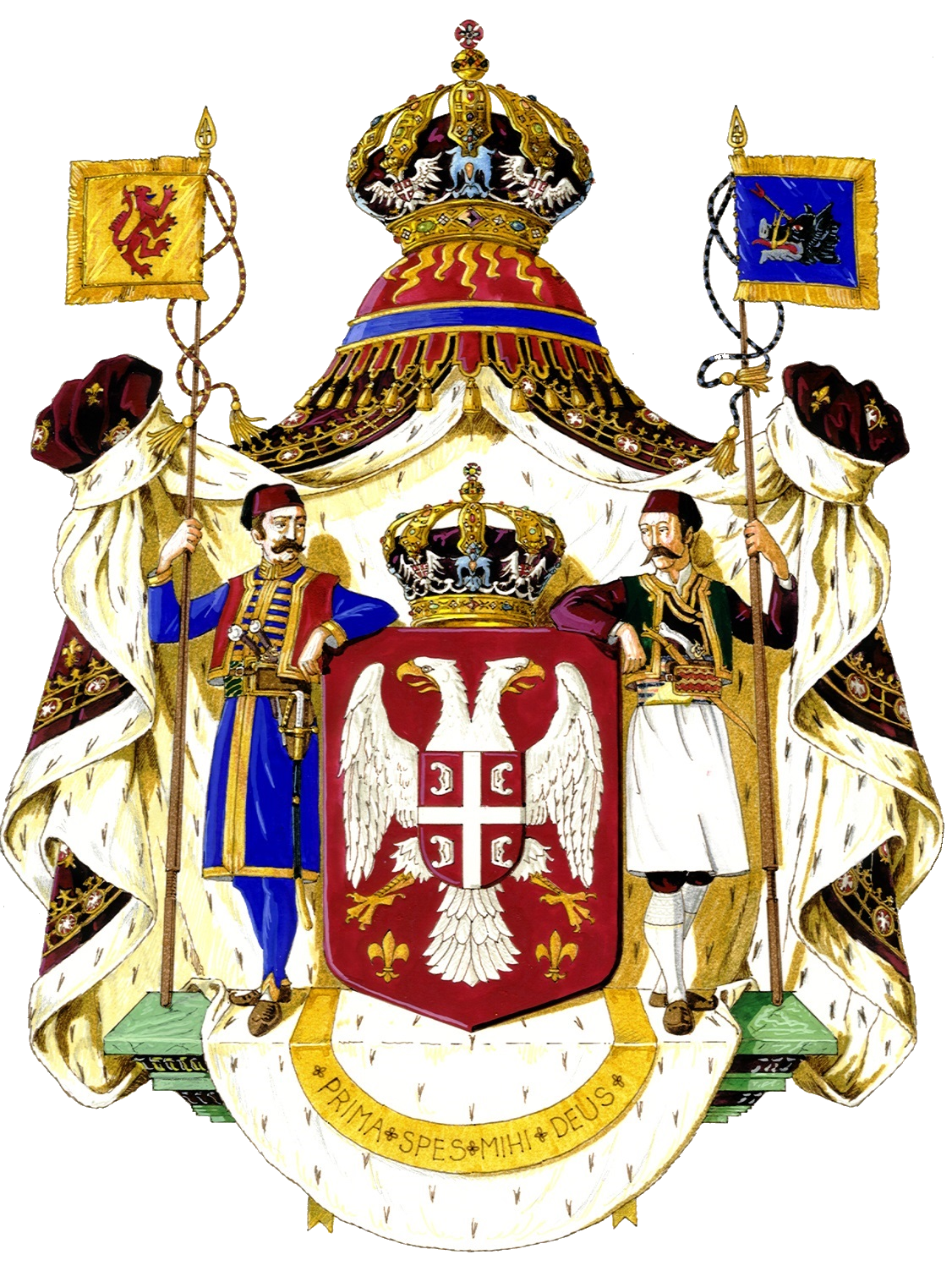
Stema dinastiei Karađorđević
Stema Regală a Serbiei (1882–1918)
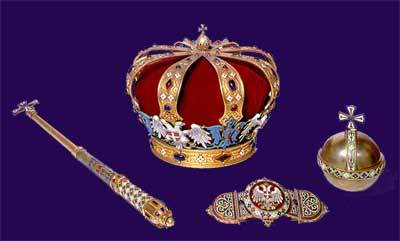
Coroana regelui Petru I, creată în 1904
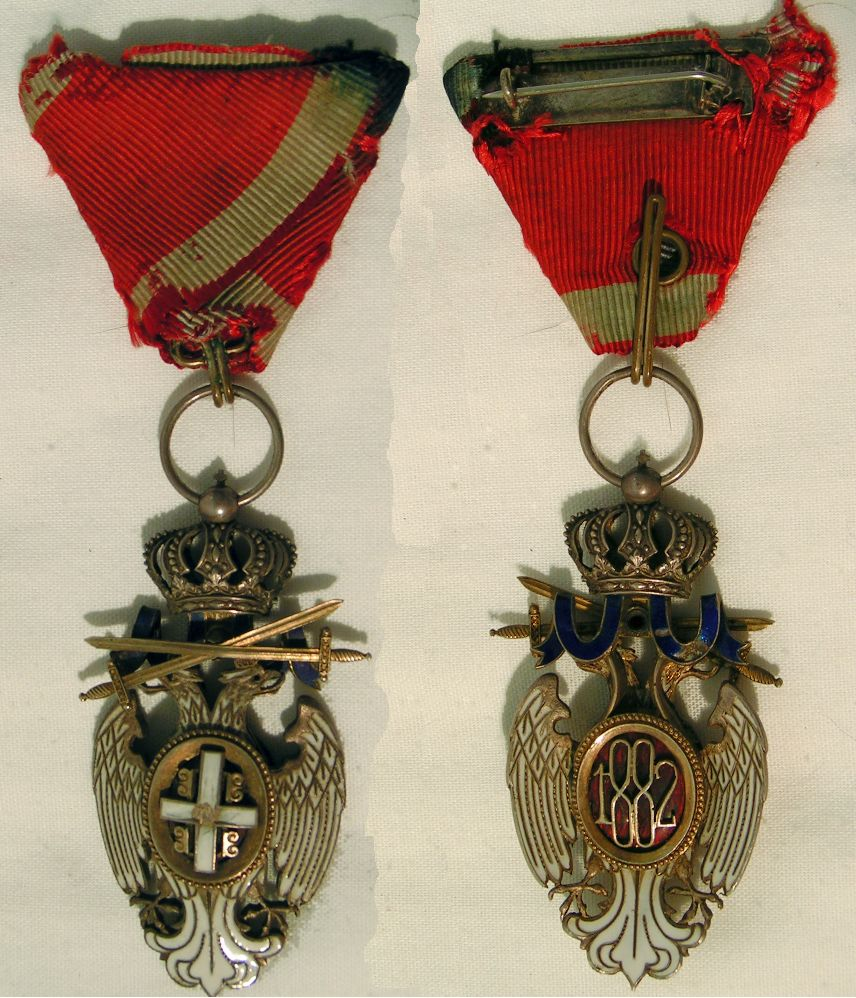
Ordinul Vulturului Alb (specimen din 1915–18 în imagine)
Stema Regatului Iugoslaviei (1918–1941)
Stema Guvernului marionetă sârb al Salvării Naționale(1941-44)
Stema Republicii Sârbe (1992–2006)
Republica Federală Iugoslavia (1992-2003) și Serbia și Muntenegru (2003–2006)
Stema Serbiei (mari)

## Utilizarea în emblemele municipalităților actuale

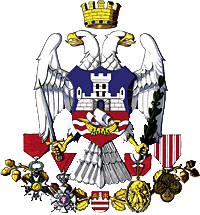
Stema Belgradului
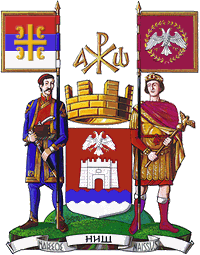
Stema Niš
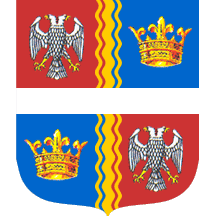
Stema orașului Prijepolje
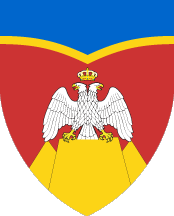
Stema orașului Mionica
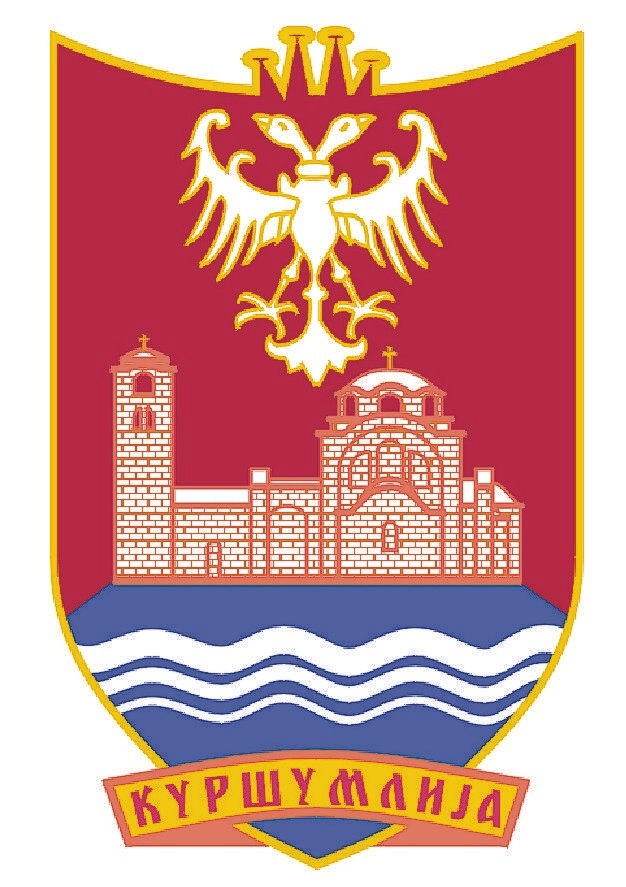
Stema orașului Kuršumlija
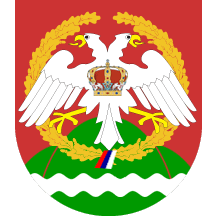
Stema orașului Savski Venac
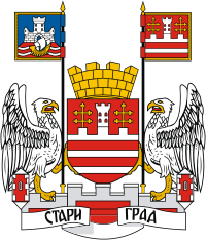
Stema orașului Stari Grad, Belgrad
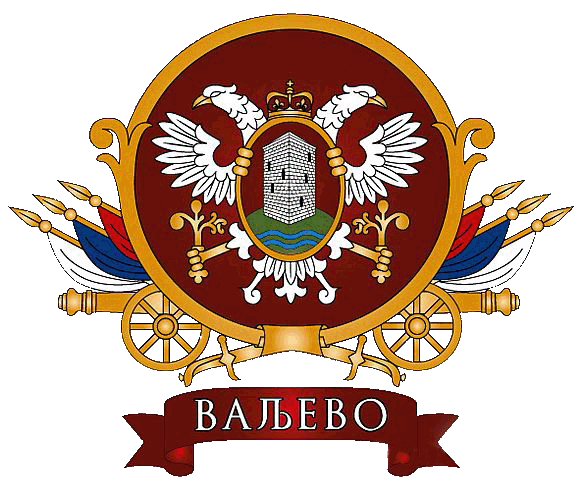
Stema orașului Valjevo
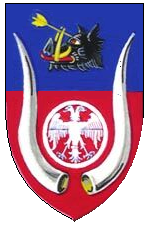
Stema orașului Velika Plana
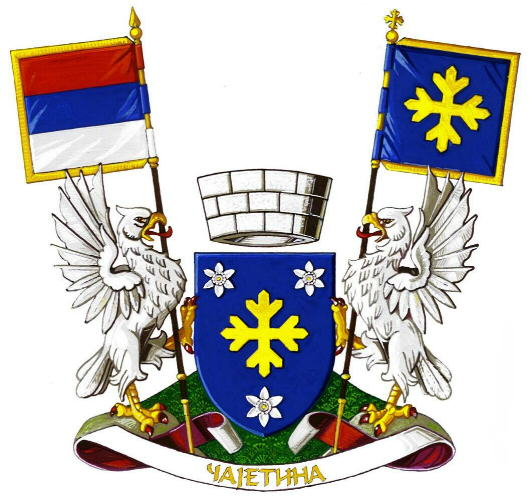
Stema orașului Čajetina
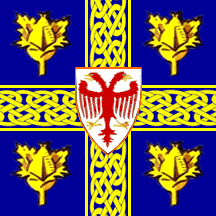
Steagul Leskovacului
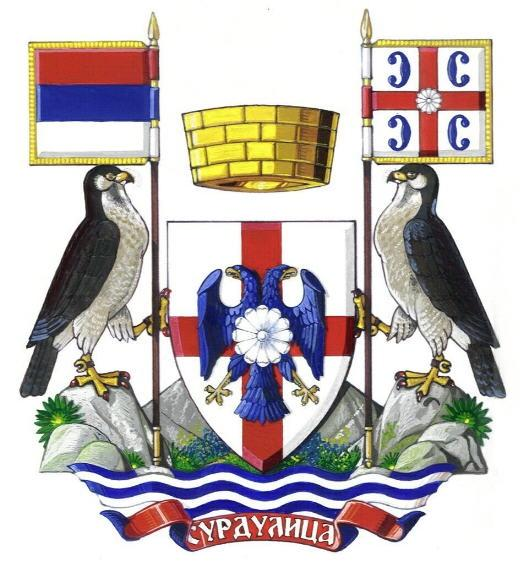
Stema orașului Surdulica
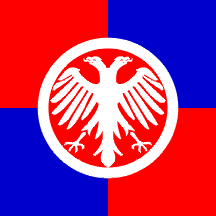
Steagul Despotovacului